# Grotten van Hato
De grotten van Hato bevinden zich op het noordelijk deel van het eiland Curaçao, vlak bij Hato Airport. De grotten zijn al eeuwenlang bekend en onderzocht.
De grotten werden gebruikt door gevluchte slaven, die zich daar verscholen voor de slavenhandelaren. Sommige slaven zaten daardoor erg lang in deze grotten. De bewoners die er voor de slaven woonden waren de Arawakindianen. Enkele overblijfselen van deze bewoners zijn nog te zien, onder andere rotstekeningen. Sommige rotstekeningen zijn ongeveer 1500 jaar oud.
De grotten hebben een oppervlakte van ongeveer 4900 vierkante meter.

## Rotstekeningen

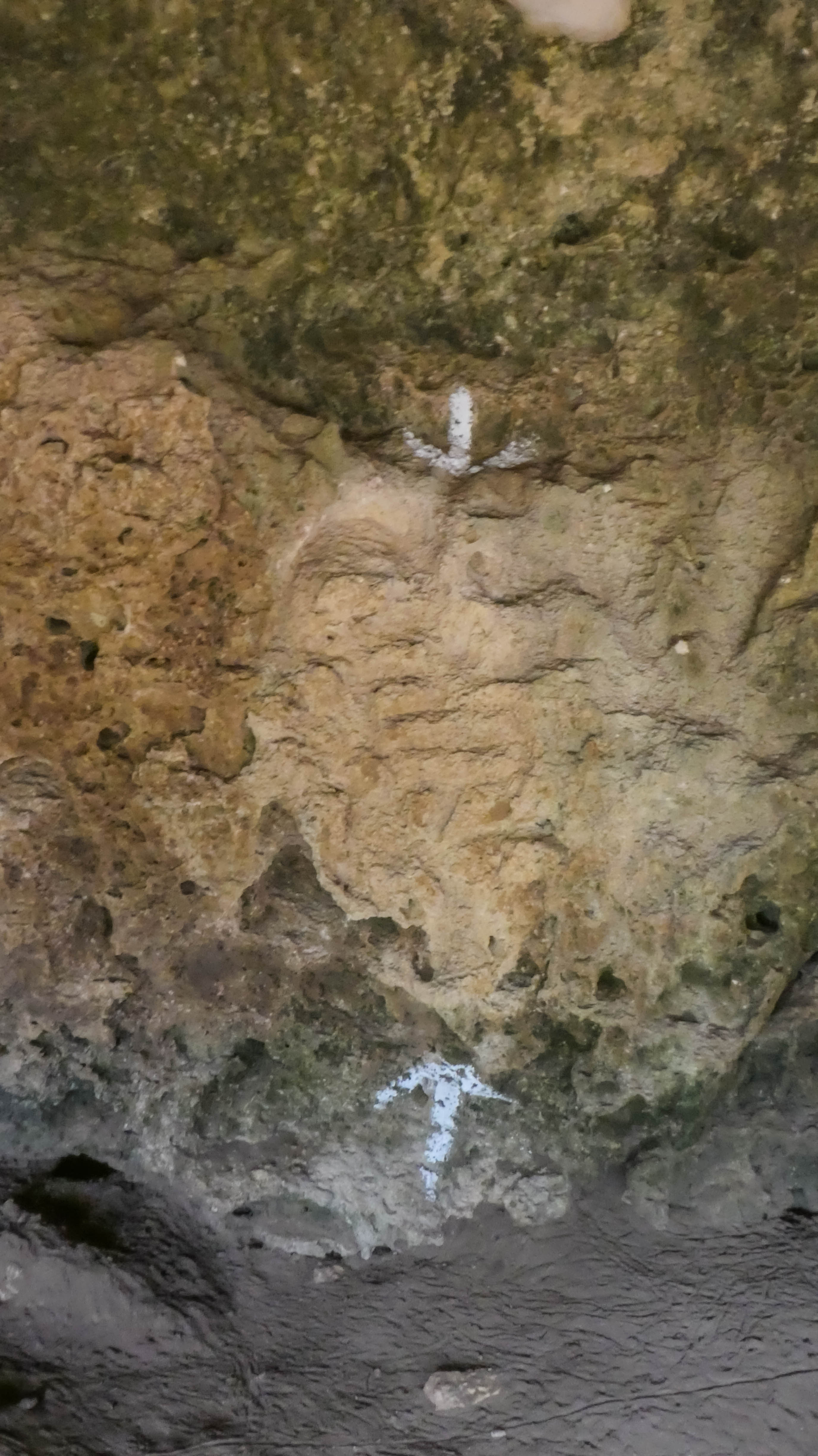
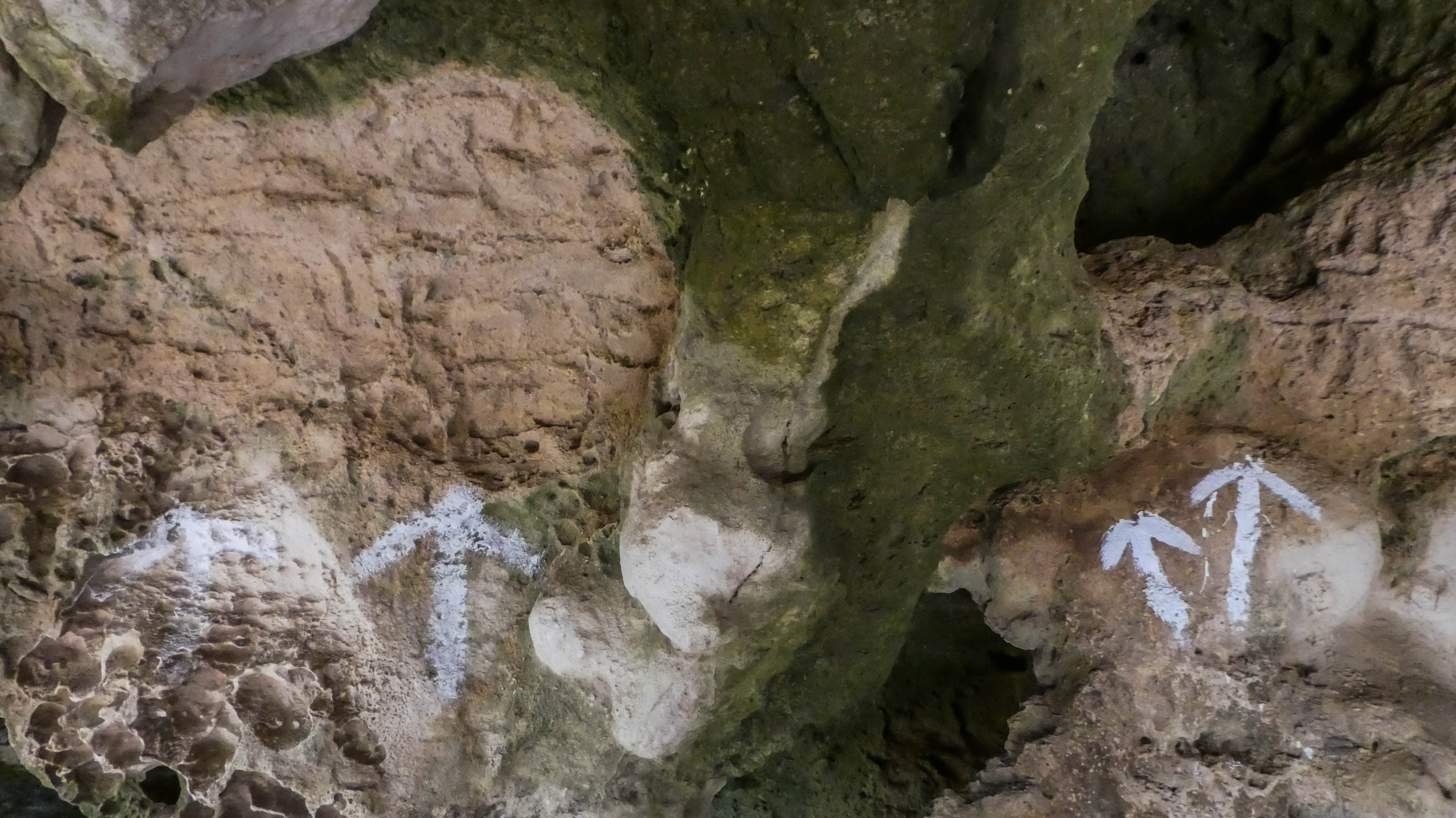
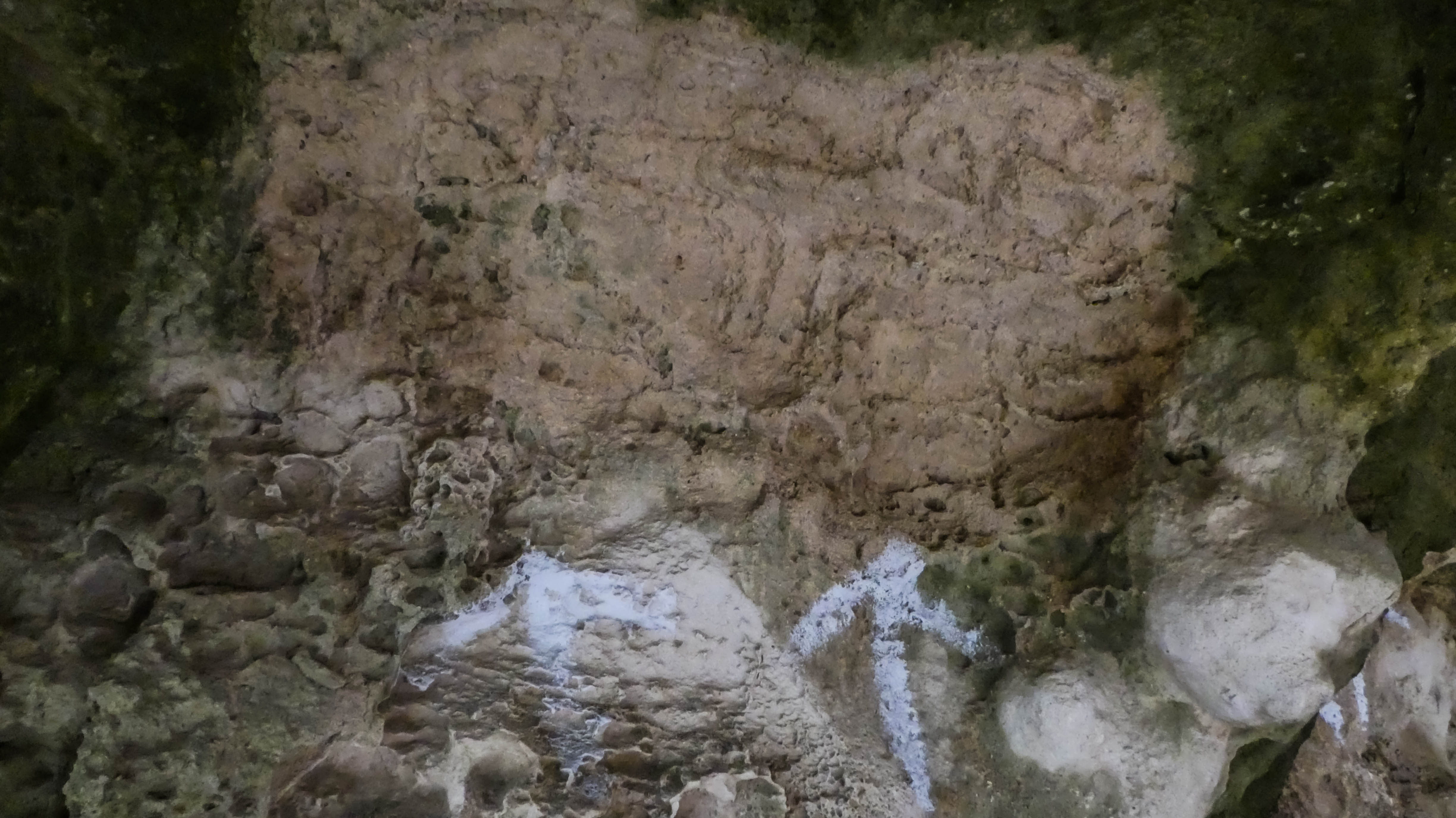